# Владивосток (пункт базирования)
Владивосток — пункт базирования Тихоокеанского флота России.

## Географическое положение
Пункт базирования кораблей Тихоокеанского флота Владивосток расположен на территории Приморского края в одноимённом городе Владивосток. Корабли в настоящее время базируются в двух бухтах — бухте Золотой Рог и Улисс.

## Современный статус
На 2 ноября 2008 г. — база действующая.
На территории Владивостока размещается 165-й полк морской пехоты (командир — подполковник Олег Кацан).

## История военно-морской базы
Указом Александра II от 3 марта 1855 года весь военно-морской контингент и эскадра контр-адмирала В. С. Завойко из Петропавловск-Камчатска были переведены в Николаевск-на-Амуре. 25 мая 1870 года комиссия по делам Приамурского края пришла к заключению о целесообразности объединения Амурского п-ва, острова Сахалин, а также Командорских и Курильских о-ов под особым управлением — для этих целей перевести все морские учреждения из Николаевска во Владивосток. Императорским указом от 16 февраля 1871 года во Владивостоке основывается порт под руководством контр-адмирала А.Е. Кроуна.

## Корабли и суда, дислоцированные во Владивостоке

### 44-я бригада противолодочных кораблей (Владивосток)
Командир капитан 1-го ранга Андрей Нелидин.

##### В строю
1. «Маршал Шапошников» — фрегат проекта 1155М. Бортовой номер 543, в составе флота с 1985 года. Командир капитан 1-го ранга Анатолий Вислов.
2. «Адмирал Трибуц» — большой противолодочный корабль проекта 1155. Бортовой номер 564, в составе флота с 1986 года. Командир капитан 2-го ранга Сергей Собокарь.
3. «Адмирал Виноградов» — большой противолодочный корабль проекта 1155. Бортовой номер 572, в составе флота с 1988 года. Командир капитан 1-го ранга Петр Подкопайло. В ремонте и модернизации во фрегат.
4. «Адмирал Пантелеев» — большой противолодочный корабль проекта 1155. Бортовой номер 548, в составе флота с 1992 года. Командир капитан 1-го ранга Анциферов А.
5. «Совершенный» (корвет).
6. «Громкий» (корвет).
7. «Герой Российской Федерации Алдар Цыденжапов» (корвет).
8. «Резкий» (корвет).

### Отряд судов обеспечения «Владивосток»

##### В строю
- 1-я группа судов обеспечения

1. БМТ «Борис Бутома»
2. СМТ «Ижора»
3. СМТ «Илим»
4. СМТ «Иркут»
5. СМТ «Печенга»
6. МВТ-15
7. МВТ-17
8. ВТН-28
9. ВТН-37
10. ВТН-60
11. ВТН-82

- 2-я группа судов обеспечения

1. ГС «Иртыш»
2. КБС «Кемь»
3. КС «Тавда»
4. КИЛ-498
5. КИЛ-927
6. МБ-99
7. СФП-173
8. СР-111
9. «Фотий Крылов»
10. МБ «Калар»
11. МБ «Александр Пискунов»

- 3-я группа судов обеспечения

1. МУС-781
2. МУС-342
3. РБ-179
4. РБ-194
5. РБ-203
6. РБ-239
7. РБ-240
8. РБ-325
9. ПК-58100
10. ПК-89100
11. БУК-149.

- 4-я группа судов обеспечения

1. Сухогрузная баржа (4 шт.)
2. Рейдовая баржа самоходная (5 шт.)
3. ПСК-1991
4. РК-2036
5. РК-1711
6. РК-101

### Бухта Улисс

#### 165-я бригада надводных кораблей
Командир капитан 1-го ранга Мурашкин Александр Николаевич

#### 19-я бригада подводных лодок (Малый Улисс)
Командир капитан 2 ранга Багдасаров Александр Константинович

##### В строю
1. Б-394 — дизельная подводная лодка проекта 877. В составе флота с 1989 года. Командир капитан 2-го ранга Бодак.
2. Б-464 «Усть-Камчатск» — дизельная подводная лодка проекта 877. В составе флота с 1990 года. Командир капитан 2-го ранга Андрей Сайков.
3. Б-494 «Усть-Большерецк» — дизельная подводная лодка проекта 877. В составе флота с 1991 года.
4. Б-187 «Комсомольск-на-Амуре» — дизельная подводная лодка проекта 877. В составе флота с 1991 года.
5. Б-190 «Краснокаменск» — дизельная подводная лодка проекта 877. В составе флота с 1992 года. Командир капитан 3-го ранга Александр Красенский.
6. Б-345 — дизельная подводная лодка проекта 877. В составе флота с 1994 года. Командир капитан 3-го ранга Иван Сажаев.

#### 2-й и 25-й гвардейские дивизионы ракетных катеров

##### В строю
1. Р-261 — ракетный катер проекта 12411. Бортовой номер 991, в составе флота с 1988 года.
2. Р-297 — ракетный катер проекта 12411. Бортовой номер 951, в составе флота с 1990 года.
3. Р-14 — ракетный катер проекта 12411. Бортовой номер 924, в составе флота с 1991 года.
4. Р-11 — ракетный катер проекта 12411. Бортовой номер 940, в составе флота с 1991 года.
5. Р-18 — ракетный катер проекта 12411М. Бортовой номер 937, в составе флота с 1992 года.
6. Р-19 — ракетный катер проекта 12411М. Бортовой номер 978, в составе флота с 1992 года.
7. Р-20 — ракетный катер проекта 12411М. Бортовой номер 921, в составе флота с 1993 года. Командир капитан-лейтенант Алексей Александрович Клинов
8. Р-24 — ракетный катер проекта 12411М. Бортовой номер 946, в составе флота с 1994 года.
9. Р-29 — ракетный катер проекта 12411М. Бортовой номер 916, в составе флота с 2003 года.
10. Р-298 — ракетный катер проекта 12411. Бортовой номер 971, в составе флота с 1990 года. Командир капитан 3 ранга Владимир Фокин

В ремонте
1. Р-79 — ракетный катер проекта 1241Т. Бортовой номер 995, в составе флота с 1984 года. В ремонте

#### 11-й дивизион кораблей охраны водного района

##### В строю
1. МПК-221 «Приморский комсомолец» — малый противолодочный корабль проекта 1124М. Бортовой номер 354, в составе флота с 1987 года.
2. БТ-114 — базовый тральщик проекта 12650. Бортовой номер 542, в составе флота с 1987 года. Командир капитан-лейтенант Николай Корнилов.
3. БТ-232 — базовый тральщик проекта 12650. Бортовой номер 525, в составе флота с 1988 года.
4. БТ-245 — базовый тральщик проекта 12650. Бортовой номер 553, в составе флота с 1989 года.
5. БТ-256 — базовый тральщик проекта 12650. Бортовой номер 560, в составе флота с 1991 года

##### В ремонте
1. МПК-17 «Усть-Илимск» — малый противолодочный корабль проекта 1124М. Бортовой номер 362, в составе флота с 1991 года. Командир капитан 3 ранга Максим Кулигин. В ремонте.
2. МПК-64 «Метель» — малый противолодочный корабль проекта 1124М. Бортовой номер 323, в составе флота с 1990 года. Командир капитан 3 ранга Сергей Панков. в строю с 2011 года
3. МПК-222 «Кореец» — малый противолодочный корабль проекта 1124М. Бортовой номер 390, в составе флота с 1989 года. В ремонте.

### 515-й Отдельный дивизион разведывательных кораблей (Бухта Золотой Рог)
1. БРЗК «Прибалтика» ССВ-80 – Большой разведывательный корабль проекта 1826 «Рубидий». В составе флота с 1983 года.
2. СРЗК «Карелия»ССВ-535 – Средний разведывательный корабль проекта 864 «Меридиан». В составе флота с 1986 года.
3. СРЗК «Курилы» ССВ-208 – Средний разведывательный корабль проекта 864 «Меридиан». В составе флота с 1987 года.
4. МРЗК «Угломер» – Малый разведывательный корабль проекта 1824Б. В составе флота с 1989 года.